# بيدرو غارسيا فيرير
بيدرو غارسيا فيرير (بالإسبانية: Pedro García Ferrer) هو مهندس معماري ورسام إسباني، ولد في 1583 في Alcorisa ‏ في إسبانيا، وتوفي في 1660 في طليطلة في إسبانيا.